# Henryk Jagodziński (polityk)
Henryk Maciej Jagodziński (ur. 26 września 1940 w Kielcach) – polski technik elektromechanik i polityk, poseł na Sejm PRL IX kadencji.

## Życiorys
Po ukończeniu szkoły podstawowej podjął pracę w Polmo-SHL w Kielcach. Pracując, ukończył technikum. Był działaczem Związku Młodzieży Polskiej, Związku Młodzieży Socjalistycznej i Towarzystwa Przyjaźni Polsko-Radzieckiej. Od 1960 należał do Polskiej Zjednoczonej Partii Robotniczej, w której był sekretarzem Oddziałowej Organizacji Partyjnej i członkiem Egzekutywy Komitetu Zakładowego. Był współzałożycielem związku zawodowego pracowników Polmo-SHL.